# Wojciech Szczeciński
Wojciech Szczeciński (ur. 8 sierpnia 1933) – polski koszykarz, reprezentant kraju, multimedalista mistrzostw Polski. 
W 1965 zajął szóste miejsce na liście najlepiej punktujących ligi.

## Osiągnięcia
Klubowe
- Mistrz Polski (1965[1], 1970)
- Wicemistrz Polski (1963, 1964)
- Brązowy medalista mistrzostw Polski (1966, 1967, 1969, 1971)
- Zdobywca pucharu Polski (1959, 1971)
- Uczestnik rozgrywek Pucharu Europy Mistrzów Krajowych (1970/1971 – II runda)